# Distretto di Rheinfelden
Il distretto di Rheinfelden è un distretto del Canton Argovia, in Svizzera. Confina con il distretto di Laufenburg a est, con il Canton Basilea Campagna (distretti di Sissach e di Liestal) a sud e con la Germania (circondari di Lörrach e di Waldshut nel Baden-Württemberg) a nord. Il capoluogo è Rheinfelden.

## Comuni
Amministrativamente è diviso in 14 comuni:
- Hellikon
- Kaiseraugst
- Magden
- Möhlin
- Mumpf
- Obermumpf
- Olsberg
- Rheinfelden
- Schupfart
- Stein
- Wallbach
- Wegenstetten
- Zeiningen
- Zuzgen